# Där kräftorna sjunger (film)
Där kräftorna sjunger (engelska: Where the Crawdads Sing) är en amerikansk långfilm från 2022 baserad på romanen med samma namn av Delia Owens. För filmens regi ansvarar Olivia Newman, medan manuset har skrivits av Lucy Alibar och blivit producerad av Reese Witherspoon och Lauren Neustadter. Filmens huvudroll (Kya Clark) spelas av Daisy Edgar-Jones, medan de övriga rollerna spelas av Taylor John Smith, Harris Dickinson, Michael Hyatt, Sterling Macer, Jr., Jojo Regina, Garret Dillahunt, Ahna O'Reilly och David Strathairn.
Filmen hade biopremiär i Sverige den 19 augusti 2022, utgiven av SF Studios.

## Handling
Kya (Daisy Edgar-Jones) är en ung kvinna som blev övergiven som barn och har uppfostrat sig själv i North Carolinas träskmarker. I samhället Barkley Cove går rykten om "träskflickan". På väg in i vuxenlivet attraheras hon av två unga män och upptäcker en ny och spännande värld. Men när en av männen hittas död blir hon genast utpekad som huvudmisstänkt för hans mord.

## Rollista
- Daisy Edgar-Jones – Catherine "Kya" Clark
  - Jojo Regina – Kya som barn
  - Leslie France – Kya i 70-årsåldern
- Taylor John Smith – Tate Walker
  - Luke David Blumm – Tate som barn
  - Sam Anderson – Tate i 70-årsåldern
- Harris Dickinson – Chase Andrews
  - Blue Clarke – Chase som barn
- David Strathairn – Tom Milton
- Michael Hyatt – Mabel Madison
- Sterling Macer, Jr. – James "Jumpin'" Madison
- Logan Macrae – Jeremy "Jodie" Clark
  - Will Bundon – Jodie som barn
- Bill Kelly – Sheriff Jackson
- Ahna O'Reilly – Julienne Clark (Kyas mamma)
- Garret Dillahunt – Jackson Clark (Kyas pappa)
- Jayson Warner Smith – Konstapel Joe Purdue
- Eric Ladin – Åklagare Eric Chastain